# Seminole (filme)
Seminole (bra: Seminole) é um filme estadunidense de 1953 do gênero western, dirigido por Budd Boetticher. O roteiro é de Charles K. Peck Jr. e conta uma versão romanceada de um episódio da Guerra dos Seminoles: a captura e morte em 1838 do lider nativo Osceola pelas tropas dos Estados Unidos da América.

## Elenco principal
- Rock Hudson…Tenente Lance Caldwell
- Barbara Hale…Revere Muldoon
- Anthony Quinn…Osceola / John Powell
- Richard Carlson… Major Harlan Degan
- Hugh O'Brian… Kajeck
- Russell Johnson…Tenente Hamilton
- Lee Marvin…Sgt. Magruder
- Ralph Moody…Kulak

## Sinopse
O major Harlan Degan comanda o Forte King e está determinado a expulsar os Seminoles do Estado da Flórida e os enviar ao Oeste - e perseguir ferozmente aqueles que resistirem. O recém-graduado segundo-tenente Caldwell chega para ajudá-lo no reconhecimento do território, uma vez que já morara na região. Caldwell acha que os índios querem a paz e essa atitude desagrada e causa suspeitas ao major. Ele tenta fazer um ataque surpresa à aldeia dos índios em meio ao pântano com um pequeno destacamento de 20 homens guiados por Caldwell. O ataque fracassa e o major é ferido e seus homens massacrados. Caldwell também fica à morte mas é salvo pelo misterioso líder dos índios, Osceola, que se revela como o seu amigo de infância. O major retorna ao forte e ao se recuperar, prepara um plano para enganar e capturar o lider nativo.